# 釜之鼻站

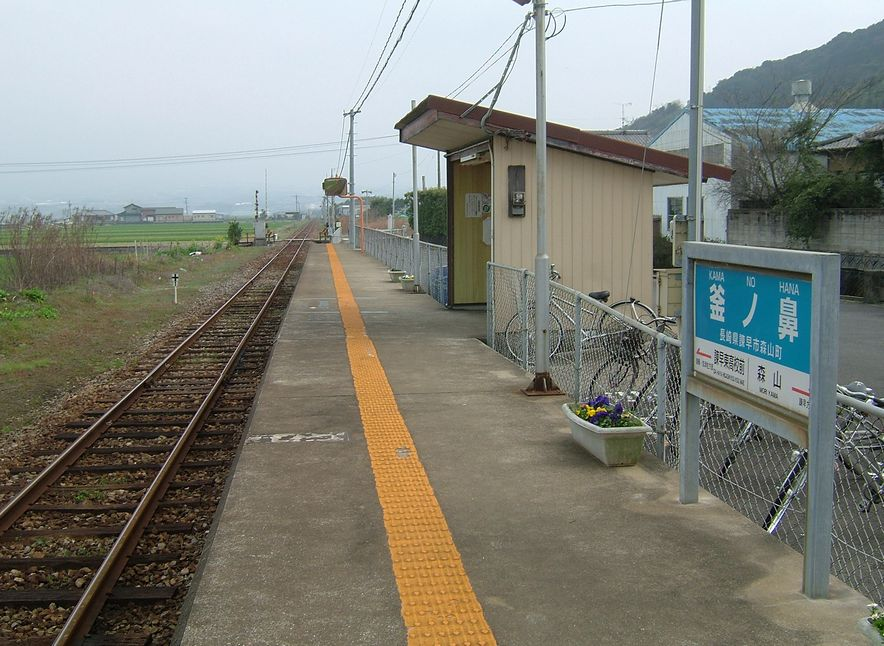
月台（2008年3月）

釜之鼻站（日语：／ Kamanohana eki */?）是位於長崎縣諫早市森山町本村，屬於島原鐵道的島原鐵道線車站。

## 車站構造
本站是地面車站，設有1面1線的單式月台。月台位於路軌南邊，在月台南邊鄰接候車室。候車室中設有車站出入口。此站是無人車站，站前設有沒有上蓋的單車停泊場。

## 車站周邊
車站北邊設有稻田和住宅。車站南邊設有住宅。
- 釜簡易郵局
- 諫早市政廳 森山分所（舊森山町公所）
- 五穀岳
- 國道57號（日语：国道57号）

## 使用狀況
在2012年度的一年總乘車人次為9,312人，下車人次為15,241人。
以下為近年一年總乘車人次和下車人次變化。
| 年度               | 一年總 乘車人次 | 一年總 下車人次 |
| ------------------ | --------------- | --------------- |
| 2000年（平成12年） | 8,040           | 11,378          |
| 2001年（平成13年） | 9,080           | 11,711          |
| 2002年（平成14年） | 10,823          | 13,692          |
| 2003年（平成15年） | 12,947          | 15,712          |
| 2004年（平成16年） | 10,800          | 13,678          |
| 2005年（平成17年） | 11,899          | 15,447          |
| 2006年（平成18年） | 11,401          | 14,709          |
| 2007年（平成19年） | 12,721          | 16,674          |
| 2008年（平成20年） | 10,672          | 15,733          |
| 2009年（平成21年） | 7,743           | 14,191          |
| 2010年（平成22年） | 7,562           | 13,294          |
| 2011年（平成23年） | 8,298           | 13,912          |
| 2012年（平成24年） | 9,312           | 15,241          |

## 歷史
- 1935年（昭和10年）9月1日 - 車站啟用。
- 1962年（昭和37年）3月1日 - 成為業務委託車站[3]。
- 1964年（昭和39年）
  - 3月31日 - 結束貨物業務。
  - 5月1日 - 成為無人車站。

## 相鄰車站
島原鐵道
■島原鐵道線
急行
通過
普通
森山－釜之鼻－諫早東高校

## 注腳
1. ↑  第61版（平成26年）長崎統計年鑑 （页面存档备份，存于）（日語） - 長崎縣
2. ↑  長崎縣統計年鑑  （页面存档备份，存于）（日語），2020年9月5日參閲
3. ↑  《島原鐵道100年史》島原鐵道，2008年，137頁

## 外部連結
- 釜之鼻站 - 島原鐵道 （页面存档备份，存于）（日語）